# Zerovskij - Live
Zerovskij - Live è il sesto album dal vivo del cantante italiano Renato Zero, pubblicato il 18 maggio 2018.

## Descrizione
L'album è composto da 2 CD, che ripropongono il meglio dei concerti tenuti dal cantante all'Arena di Verona dall'1 al 2 settembre 2017. L'evento, curato da Renato Zero e Vincenzo Incenzo, ha visto la partecipazione di un corpo di ballo, diretto da Bill Goodson, di un coro di 32 elementi e di un'orchestra, diretta, per l'ultima volta nelle collaborazioni avute con Renato Zero, dal maestro Renato Serio. Nel corso dello spettacolo si sono avvicendati gli attori teatrali Alice Mistroni, Claudio Zanelli, Luca Giacomelli Ferrarini, Roberta Faccani, Cristian Ruiz, Marco Stabile e Leandro Amato, impegnati nel rappresentare diversi personaggi. Nel corso dei concerti è apparso, seppur solo in video, anche Gigi Proietti, intento ad impersonare un barbone suicida.
Il video dell'evento, distribuito da Lucky Red, è stato proiettato in diversi cinema italiani dal 19 al 21 marzo 2018, salvo poi essere riproposto il 3 e 4 aprile dello stesso anno.
Il 27 aprile seguente Zero ha annunciato sui suoi profili social l'uscita dell'album, prevista per il 18 maggio 2018, rivelando inoltre la copertina dell'album. A partire dall'11 maggio è stato possibile preordinarlo su iTunes, con la possibilità di scaricare in anteprima il brano Potrebbe essere Dio per tutti coloro che avessero ordinato l'album.
Nel cofanetto sono presenti i due CD e un libretto con varie immagini dei concerti ed i testi delle canzoni. I dischi contengono la versione live dei brani contenuti nell'album Zerovskij, di alcune canzoni provenienti da precedenti album e di sei inediti. 
Esistono due versioni del cofanetto, differenziate tra loro dall'ultima canzone presente nel secondo CD: nella prima, più diffusa, vi è il reprise di Cara, nella seconda, più rara, vi è il reprise di Infiniti treni.

## Tracce

### CD 1
1. La stazione – 3:55 (RenatoZero/Conrado/RenatoZero)
2. Ti do i voli miei – 4:27 (RenatoZero/Incenzo/RenatoZero/Fabrizio)
3. Vivo qui – 4:06 (RenatoZero/Fabrizio/RenatoZero)
4. Un secondino anch'io (cantata da Leandro Amato) – 3:18 (RenatoZero/Madonia/RenatoZero)
5. Dedicato a te – 3:43 (RenatoZero/Caviri/RenatoZero)
6. L'amore che ti cambia – 4:09 (RenatoZero/Fabrizio/RenatoZero)
7. Il mio momento – 4:09 (RenatoZero/Caviri/RenatoZero)
8. Sono odioso (cantata da Marco Stabile) – 2:16 (RenatoZero/Madonia/RenatoZero)
9. Stalker – 4:10 (Renatozero/Fabrizio/Renatozero)
10. Ci fosse un'altra vita – 3:55 (RenatoZero/Madonia/RenatoZero)
11. Padre nostro – 3:57 (RenatoZero/Conrado/RenatoZero)
12. Siamo eroi – 4:37 (RenatoZero/Conrado/RenatoZero)
13. Danza macabra (cantata da Roberta Faccani) – 4:10 (RenatoZero/Conrado/RenatoZero)
14. Scommetti (cantata da Cristian Ruiz) – 1:52 (RenatoZero/Madonia/RenatoZero)
15. Potrebbe essere Dio – 5:56 (RenatoZero/Conrado/RenatoZero)

Durata totale: 58:40

### CD 2
1. Infiniti treni – 4:29 (RenatoZero/Pintucci/RenatoZero)
2. Mi trovi dentro te – 4:10 (RenatoZero/Fabrizio)
3. Motel – 4:37 (RenatoZero/Evangelisti/Piccoli/Pintucci/RenatoZero)
4. Colpevoli – 3:53 (RenatoZero/Fabrizio/RenatoZero)
5. Io & Lucifero (cantata da Marco Stabile) – 2:23 (RenatoZero/Madonia/RenatoZero)
6. Pazzamente amare – 3:58 (M.Nava)
7. Aria di settembre – 4:39 (RenatoZero/Fabrizio/RenatoZero)
8. Tutti vogliono fare il presidente – 3:59 (RenatoZero/Madonia/RenatoZero)
9. Singoli – 4:29 (RenatoZero/Podio/RenatoZero)
10. Un uomo da niente – 4:30 (RenatoZero/Fabrizio/Tozzi)
11. Marciapiedi – 4:03 (Evangelisti/Patara/RenatoZero)
12. Gli angoli bui – 3:07 (RenatoZero/RenatoSerio/RenatoZero)
13. L'ultimo valzer (cantata da Roberta Faccani) – 3:40 (RenatoZero/Madonia/RenatoZero)
14. Ti andrebbe di cambiare il mondo? – 4:11 (RenatoZero/Incenzo/RenatoZero)
15. Putti & cherubini S.P.A. – 5:42 (RenatoZero/Senesi/RenatoZero)
16. Cara – 3:51 (RenatoZero)
17. Cara (Reprise) – 1:47 (RenatoZero)

Durata totale: 67:28

## Classifiche

### Classifiche settimanali
| Classifica (2018) | Posizione massima |
| ----------------- | ----------------- |
| Italia            | 3                 |